# Chiesa dei Santi Simone e Giuda (Albenga)
La chiesa dei Santi Simone e Giuda Taddeo è un luogo di culto cattolico situato nella frazione di San Fedele, lungo la strada provinciale 6, nel comune di Albenga in provincia di Savona. La chiesa è sede della parrocchia omonima del vicariato di Albenga della diocesi di Albenga-Imperia.

## Storia e descrizione

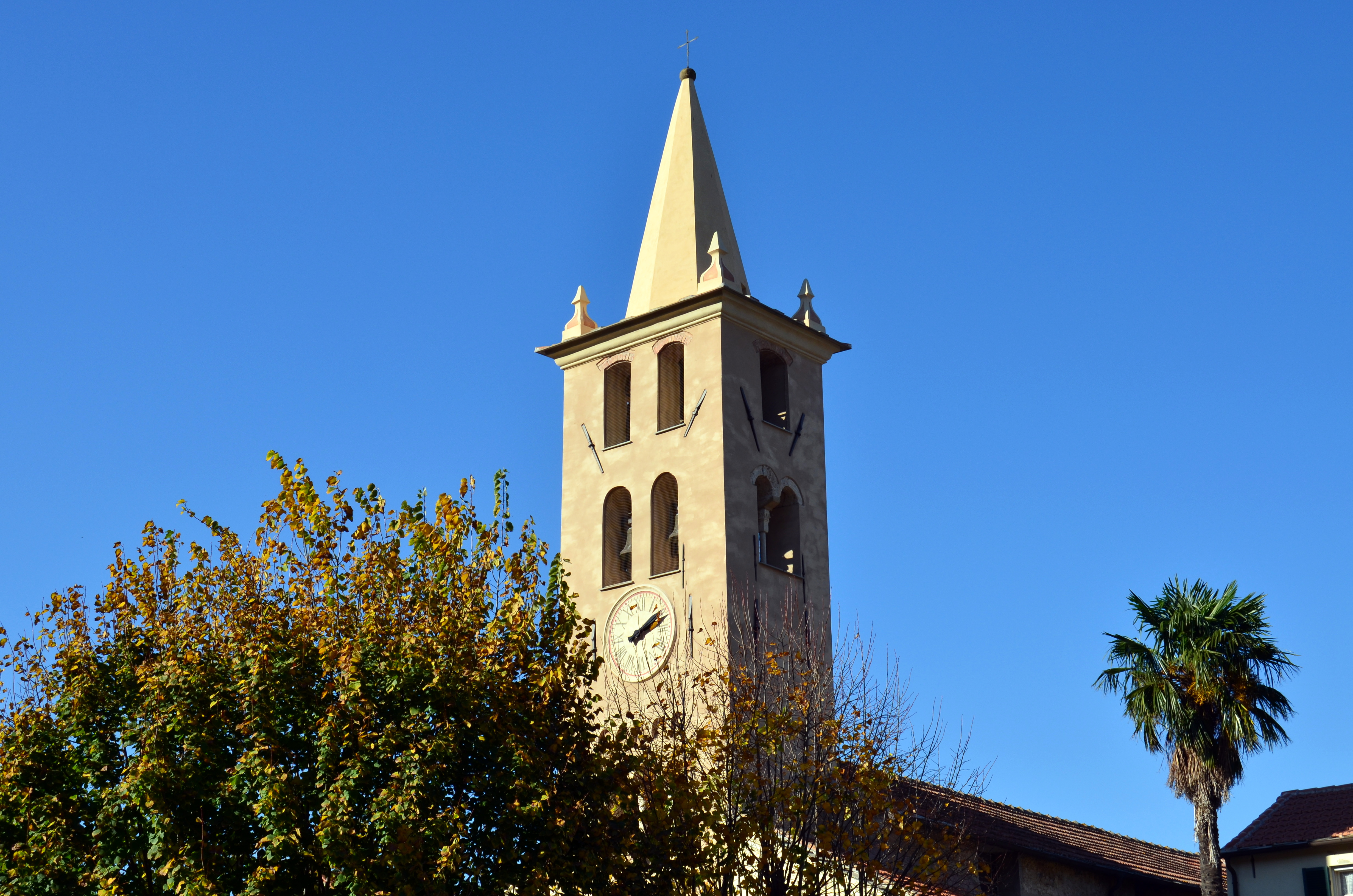
Particolare del campanile

L'impianto della chiesa richiama lo schema della cattedrale di San Michele Arcangelo. Non sembra essere stata realizzata prima del XIV secolo, ma tuttavia il campanile risulta essere della prima metà del XII secolo, in stile romanico. I santi a cui è dedicata la parrocchia sembrano non essere quelli originali, il cui culto è stato modificato nel tempo, dall'originale attribuzione a san Fedele di Como. Tuttavia, già nel 1347 si trova una citazione della chiesa intitolata ai santi Simone e Giuda Taddeo.
L'inizio dei lavori di costruzione della chiesa risalirebbero al 1288. Nel 1483, il rettore assieme alla comunità parrocchiale di San Fedele danno ordine al pittore Francesco Ferrari di Pavia di eseguire un polittico, opera pagata nel 1491, probabilmente di notevole valore, ma andata sfortunatamente perduta. Nello stesso periodo vengono affrescate le pareti dell'oratorio adiacente alla parrocchia.
All'interno della chiesa sono presenti gli affreschi raffiguranti la Vita di san Giovanni Battista realizzati nel XV secolo, santo a cui è votata la confraternita nel cui adiacente oratorio sono presenti affreschi rappresentanti la Passione di Cristo eseguiti nel XVI secolo da un pittore piemontese. Il canonico Gio Ambrogio Paneri riferisce di una ricchezza di marmi e pitture di una "chiesa di San Fedele" negli anni trenta del XVII secolo. L'oratorio venne realizzato solo nel 1574.
La navata centrale ha una volta in canniccio realizzata nel 1779 e demolita nel 1963 e sostituita da una copertura lignea in larice. L'architetto Alfredo d'Andrade realizzò nel 1902 dei saggi sugli archi ogivali. La sagrestia è stata costruita nel 1837. Durante una fase di recupero nel 1939 venne scoperto l'affresco presente sulla navata destra. La chiesa risulta essere vincolata dal 6 marzo 1910. Durante i restauri eseguiti nel 1999 ai dipinti della parrocchia si è potuto scoprire l'esecutore delle opere, tale Bartolomeo Bottoneri di Cherasco e la data di esecuzione: 1574.
All'esterno è presente un cipresso piantato nel 1860 da uno storico di San Fedele, che risulta non tutelato.